# Rağıllar, Köprübaşı
Rağıllar là một xã thuộc huyện Köprübaşı, tỉnh Manisa, Thổ Nhĩ Kỳ. Dân số thời điểm năm 2011 là 109 người.